# Parafia św. Izydora w Markach
Parafia pw. Świętego Izydora w Markach – parafia rzymskokatolicka należąca do dekanatu zielonkowskiego, diecezji warszawsko-praskiej, metropolii warszawskiej Kościoła katolickiego. 
Parafia została erygowana w 1917. Obejmuje część miasta – Centrum i Marki Południowe. 
Kościół parafialny pw. Niepokalanego Poczęcia NMP został zbudowany w latach 1899–1903 według projektu Jana Hinza w stylu neogotyckim, z neobarokowym wnętrzem. Mieści się przy ulicy Piłsudskiego.